# ريتشارد كوري
ريتشارد كوري هو شخصية أعمال كندي، ولد في 1937.

## وصلات خارجية
- ريتشارد كوري على موقع إن إن دي بي (الإنجليزية)